# Salix phanera
Salix phanera — вид квіткових рослин із родини вербових (Salicaceae).

## Морфологічна характеристика
Це невелике дерево чи великий кущ. Гілочки спочатку біло шерстисті, потім ± голі. Листкова ніжка ≈ 2 см, ворсиста; листкова пластинка яйцювато-ланцетна, еліптично-ланцетна чи еліптична, ≈ 17 × 4.5 см, абаксіально (низ) спочатку біло-шерстиста, потім ± гола, адаксіально ± біло-волосиста, особливо вздовж жилок, край залозисто-зубчастий у молодості, пізніше городчастий або хвилясто-городчастий, верхівка загострена, гостра чи тупа. Сережки ≈ 10 см × 5 мм. Плодоносна сережка ≈ товщиною 1 см. Коробочка 4–5 мм, запушена, сидяча.

## Середовище проживання
Зх. Сичуань, пн.-зх. Юньнань, пд. Ганьсу. Населяє узбережжя річок, гірські схили, ліси; на висотах 2200–3000 метрів.